# Virkby

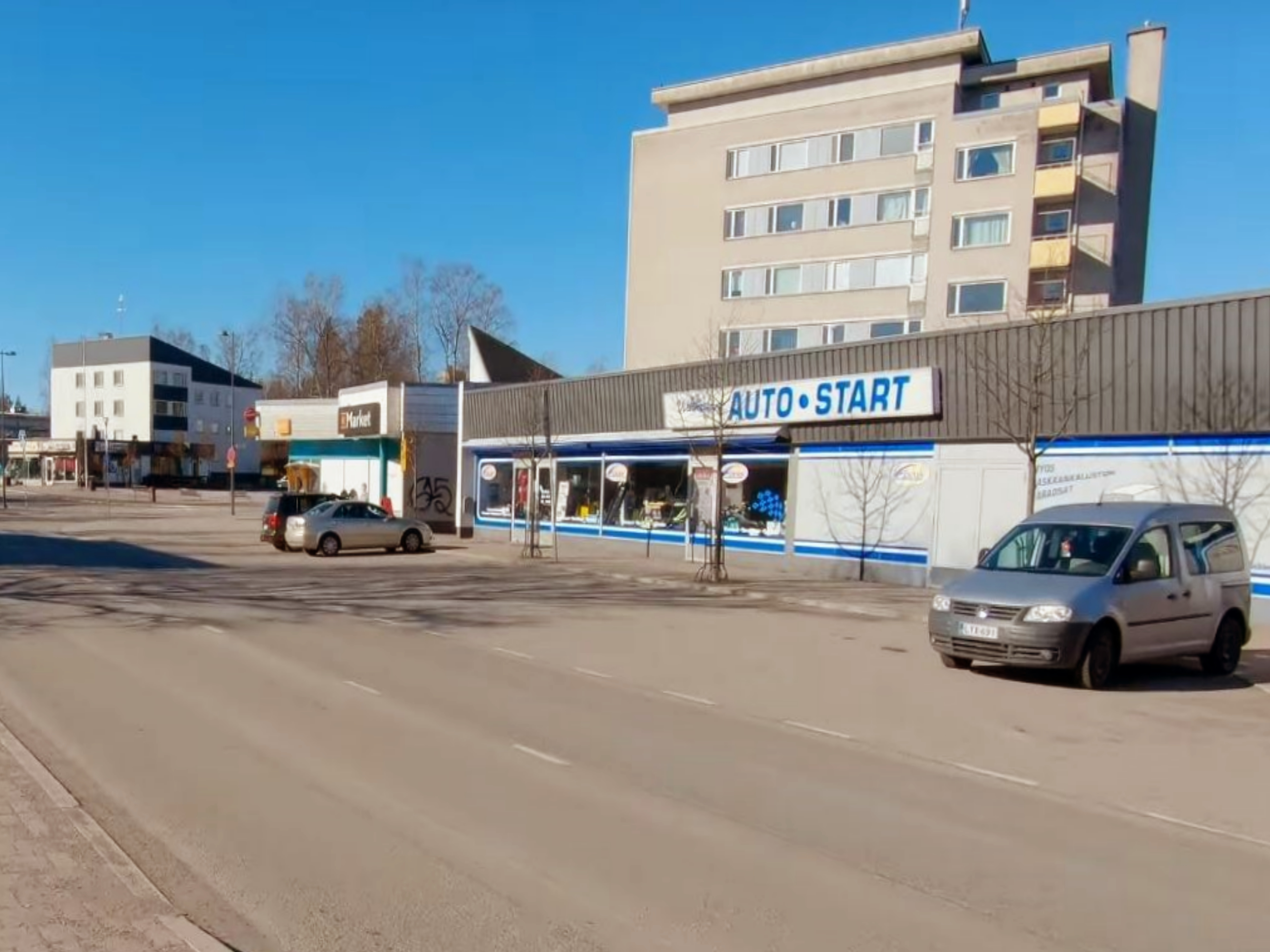
Virkby

Virkby (finska: Virkkala) är en stadsdel i Lojo stad i landskapet Nyland i Finland. Virkby är belägen på sydöstra stranden av Lojosjön och cirka 8 kilometer sydväst om centralorten Lojo.
Det är allmänt känt att av Lojo stads svenskspråkiga befolkning (finlandssvenskarna) bor flertalet i Virkby. De är huvudsakligen ättlingar till de svenska nybyggare som på 1100-talet koloniserade kusttrakterna i södra Finland. Virkby var Lojo kommuns administrativa centrum. 

## Historia
År 1897 grundades Lojo Kalkverk. Fabriken grundades av sjökapten Karl Forsström och leddes av hans yngre bror Petter Forsström. Som mest sysselsatte kalkbruket omkring 1 000 arbetare. Kalkstenen hämtades från den relativt närbelägna Tytyri gruva i Ojamo i Lojo.  Efter ett par företagsombildningar i början på 1990-talet lades företaget ned för gott 1994. I dag verkar på det forna fabriksområdet omkring 60 småföretag.

## Tjänster

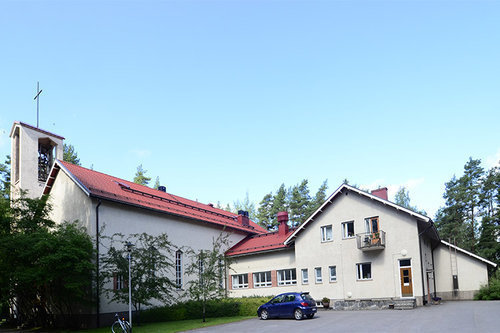
Virkby kyrka.

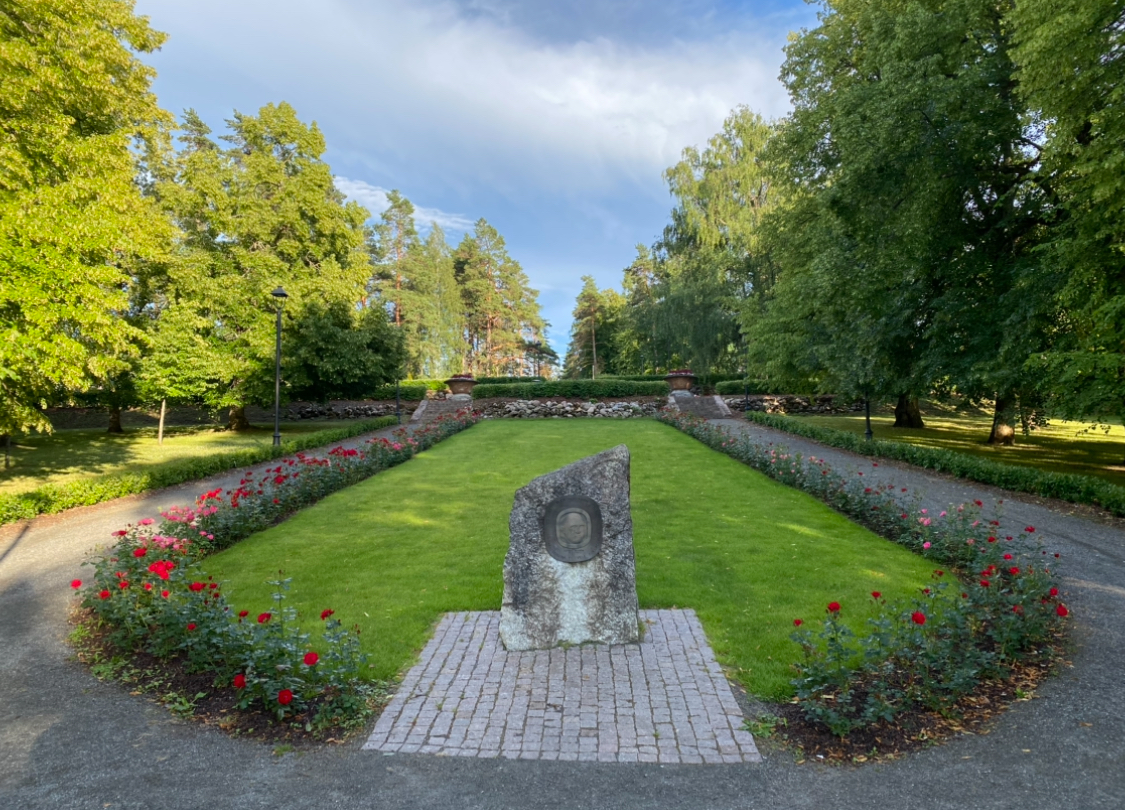
Petter Forsströms park.

År 2009 fanns i samhället bland annat kulturhus, två banker, livsmedelsaffärer och fyra restauranger. Dessutom finns det en kyrka i Virkby. Nära det gamla fabriksområdet finns Petter Forsströms park.

## Trafik
Flera vägar sammanstöter i Virkby. De tre största vägarna är: Riksväg 25 , Regionalväg 112 (= Ingåvägen) och Förbindelseväg 1130 (= Lappersvägen). En nedlagd järnvägsstation finns vid Hyvinge-Karis-banan.

## Skolor
Inom Virkby finns Lojo stads enda svenskspråkiga gymnasie- och högstadieskolor, Virkby gymnasium och Källhagens skola. Enligt Virkby gymnasiums webbplats för skolan vidare arvet efter Virkby samskola, som grundades 1948 och som vid övergången till grundskola 1976 delades upp i Virkby gymnasium och Virkbynejdens högstadium (numera Källhagens skola).  Båda skolorna är inhysta i samma skolbyggnad .  I Virkby finns även en svenskspråkig lågstadieskola, Virkby skola. 
För den finsktalande befolkningen i Virkby finns en lågstadieskola (Maksjoen koulu) och en högstadieskola (Järnefeltin koulu). 

## Herrgårdar
Av herrgårdarna i Virkby förtjänar att nämnas Vohls gård. På 1800-talet var Vohls gård en av de större gårdarna i trakten med en egen kvarn, egen såg och eget elverk som tillgodosåg herrgårdens behov av elkraft. I dag är Vohls gård främst känt för sina stora äppelodlingar . 

## Kända personer med anknytning till Virkby
- Virkby var en tid i början på 1900-talet bostadsort för författaren Arvid Järnefelt. Han flyttade 1896 till orten för att som idealiserad bonde och skomakare i Tolstojs anda verka för allmogens andliga förkovran.